# Греко-ирландские отношения
Греко-Ирландские отношения — межгосударственные отношения между Греческой Республикой и Республикой Ирландия. Дипломатические отношения между странами были установлены 22 января 1975 года. С 1977 года, в Дублине расположено посольство Греции. Ирландия, также имеет 4 почётных консульства в Корфу, Ираклионе, Родосе и Солониках. С 1978 года в Афинах расположено посольство Ирландии. Ирландский Институт Греческих Исследований в Афинах был открыт в 1995 году, и он является одним из 17 зарубежных археологических институтов расположенных в Афинах.
Обе страны являются полноправными членами Совета Европы, ОЭСР, ЕС и Еврозоны.

## Список двухсторонних визитов
- В 2000 году, президент Греции Константинос Стефанопулос посетил Дублин[2].
- В 2002 году президент Ирландии Мэри Макэлис посетил Афины[2].
- В мае 2003 года премьер-министр Греции Костас Симитис посетил Дублин[2]
- В мае 2004 года премьер-министр Греции Костас Караманлис посетил Дублин[2]
- 16 января 2006 года, премьер-министр Греции Костас Караманлис и министр иностранных дел Греции Дора Бакоянни посетили Дублин[2].

## Список двусторонних договоров
- Соглашение об образовании 1980 года[2]
- Соглашение об избежании двойного налогообложения, вступил в силу с 1 января 2005 года[2].

Большая часть договоров и регламентов между обеими странами сейчас заключена в рамках Европейского Союза.